# Словения на зимних Олимпийских играх 1994
Словения принимала участие в Зимних Олимпийских играх 1994 года в Лиллехамере (Норвегия) во второй раз за свою историю, и завоевала три бронзовые медали. Сборную страны представляли 17 мужчин и 5 женщин.

## Бронза
- Горнолыжный спорт, мужчины — Юре Кошир.
- Горнолыжный спорт, женщины — Катя Корен.
- Горнолыжный спорт, женщины — Аленка Довжан.